# Louis Plumier
Louis Plumier (Seraing, 28 november 1903 - 9 september 1984) was een Belgisch syndicalist voor het ABVV.

## Levensloop
Hij werd geboren in een mijnwerkersgezin. Na de Eerste Wereldoorlog was hij werkzaam op de geometrische diensten van de kolenmijn Collard. In 1923 trad hij in dienst bij Cockerill op de staalafdeling en vanaf 1934 was hij werkzaam bij de Société Belge de l'Azote et de Produits Chimiques du Marly. 
Na de Tweede Wereldoorlog trad hij als propagandist in dienst van de Algemene Centrale (AC) regio Luik-Hoei-Borgworm en in 1947 werd hij aldaar aangesteld als gewestelijk secretaris. In 1951 werd hij nationaal secretaris van deze vakcentrale en in 1965 ondervoorzitter. In deze hoedanigheid volgde hij Emiel Janssens op, zelf werd hij in 1967 opgevolgd door Bert Truyens.
Tevens was hij van 1963 tot 1968 ondervoorzitter van de Internationale Federatie van Fabrieksarbeiders.